# Acanthopelma
Acanthopelma là một chi nhện trong họ Theraphosidae.

## Các loài
Chi này gồm các loài:
- Acanthopelma anna Reichling, 1997
- Acanthopelma beccarii Caporiacco, 1947
- Acanthopelma maculatum Banks, 1906
- Acanthopelma rufescens F. O. P.-Cambridge, 1897